# Firstspitz
Firstspitz är en bergstopp i Schweiz.   Den ligger i distriktet Bezirk Schwyz och kantonen Schwyz, i den centrala delen av landet, 100 km öster om huvudstaden Bern. Toppen på Firstspitz är 1 624 meter över havet.
Terrängen runt Firstspitz är bergig söderut, men norrut är den kuperad. Närmaste större samhälle är Schwyz, 8,9 km väster om Firstspitz. 
I omgivningarna runt Firstspitz växer i huvudsak blandskog. Runt Firstspitz är det glesbefolkat, med 20 invånare per kvadratkilometer.